# 新潟県立安塚高等学校
新潟県立安塚高等学校（にいがたけんりつ やすづかこうとうがっこう、英: Niigata Prefectural Yasuzuka High School）は、かつて新潟県上越市安塚区下方にあった県立高等学校。現在は新潟県立高田高等学校安塚分校となっている。

## 概要
1911年（明治44年）開校の東頸城郡立安塚農業学校を前身とし、県立学校化や学制改革を経て新潟県立安塚農業高等学校となった後、農業を取った校名となった。
冬場は豪雪地帯となる安塚地域にあり、冬場の自宅通学が困難になる僻地に暮らす生徒のため県内の公立高校としては学生寮を設置していたが、山間部を通るほくほく線の開通や生徒数の減少により、2010年（平成22年）7月で寮を閉鎖した。
廃校となった2017年（平成29年）度以降、校舎は引き続き県が保有のうえ新潟県立高田高等学校の安塚分校に転用された。

## 設置課程
- 全日制課程
  - 普通科

### 廃止された課程
- 全日制課程
  - 農業科（設置：1911年・廃止：1986年）

## 沿革
- 1911年（明治44年）
  - 3月13日 - 文部省より「東頸城郡立安塚農業學校」の設立が認可される。
  - 4月1日 - 安塚村尋常髙等小學校を校舎として、開校式を挙行。
- 1922年（大正11年）4月1日 - 郡制廃止により新潟県へ移管され「新潟縣立安塚農學校」と改称。
- 1937年（昭和12年）4月1日 - 尋常小学校卒業後入学3ヶ年の課程を高等小学校卒業後入学2ヶ年の課程に変更。
- 1940年（昭和15年）4月1日 - 高等小学校卒業後入学3ヶ年の課程へ変更甲種となる。
- 1947年（昭和22年）4月1日 - 学制改革に伴い1年間新制中学校を併設する。
- 1948年（昭和23年）
  - 4月1日 - 学制改革により「新潟県立安塚農業髙等学校」となる。
  - 6月1日 - 松代・松之山・牧・保倉（大島）の各村に定時制課程分校を設置。（農業科4年制）
- 1949年（昭和26年）4月1日 - 普通課程を併設し「新潟県立安塚髙等学校」と改称。
- 1951年（昭和27年）4月1日 - 松代分校が独立し、松代村立松代髙等学校となる。
- 1963年（昭和38年）4月1日 - 全日制普通科3学級、農業科1学級の編成となる。
- 1964年（昭和39年）4月1日 - 全日制普通科4学級、農業科1学級の編成となる。
- 1966年（昭和41年）4月1日 - 全日制普通科3学級、農業科1学級の編成となる。
- 1968年（昭和43年）4月1日 - 松之山分校が全日制課程普通科に変更。（普通科2学級募集）
- 1970年（昭和45年）4月1日 - 牧分校が全日制課程普通科に変更。（普通科2学級募集）
- 1971年（昭和46年）6月25日 - プール開き（完成）。
- 1973年（昭和48年）4月1日 - 保倉分校を大島分校と改称し、全日制普通科に変更。
- 1983年（昭和58年）3月31日 - 大島分校閉校。
- 1985年（昭和60年）11月10日 - 農業科閉科式典を挙行。
- 1986年（昭和61年）3月31日 - 農業科閉科。
- 1988年（昭和63年）4月1日 - 普通科3学級募集となる。
- 1994年（平成6年）3月31日 - 牧分校閉校。
- 1998年（平成10年）4月1日 - 普通科2学級募集。
- 2006年（平成18年）6月 - 文部科学省学力向上拠点形式事業指定校。（2006年 - 2008年度まで指定される）
- 2009年（平成21年）9月 - 校舎の耐震工事が完成[1]。
- 2014年（平成26年）4月1日 - 普通科1学級募集となる。
- 2015年（平成27年）4月1日 - 募集停止。松之山分校を新潟県立十日町高等学校へ移管。当校舎を利用して、新潟県立高田高等学校安塚分校開校。
- 2016年（平成28年）10月22日 - 閉校式典挙行。
- 2017年（平成29年）3月31日 - 閉校。

## 部活動
- 運動部 - 柔道、陸上、軟式野球、ソフトテニス、剣道、バスケットボール（男・女）、バレーボール（男・女）
- 文化部 - ボランティア、音楽芸術愛好会

## 校歌
作詞：相馬御風、作曲：小林礼

## 年間行事
- 入学式
- 体育祭
- 夏・冬の球技大会
- マラソン大会
- 安高祭（文化祭）
- スキー合宿
- 卒業式

## アクセス
- 北越急行ほくほく線虫川大杉駅 徒歩約20分
- 東頸バス（安塚線）「安塚高校前」停留所